# Центральная высотная гидрометеорологическая обсерватория
Центральная высотная гидрометеорологическая обсерватория Государственного комитета СССР по гидрометеорологии и контролю природной среды (ЦВГМО) — организация, созданная для обработки и анализа данных метеорологических датчиков установленных на Останкинской телебашне (Москва).

## Общие сведения
ЦВГМО начала работать 1 января 1964 года. Задачей обсерватории являлось исследование атмосферы на высоте до 500 метров путём анализа данных датчиков Останкинской телебашни.
Эта башня стала самой высокой среди построек, используемых для метеорологических наблюдений.
Кроме этого, это научное учреждение должно было стать головным институтом исследований атмосферы посредством высотных метрологических лабораторий.
Для размещения обсерватории было выделено строение по адресу дубовая роща 25.
В регионе Москвы и Московской области, на обсерваторию были возложены задачи:
- Изучение гидрометеорологических и агрометеорологических условий;
- Отслеживание уровня загрязнения природной среды и оценка возможности её самоочищения;
- Гидрометеорологическое обслуживание предприятий и организаций
- Руководство работой метеорологических, агрометеорологических и гидрологических станций и постов Москвы и области.

## История
Первые в СССР эксперименты по метеорологическим наблюдениям с помощью датчиков, установленных на высотных объектах, начались с созданием первой АЭС в Обнинске.
29 сентября 1957 года произошла Кыштымская авария.
в 1958 году с созданием НИИПГ и строительством Обнинской метеорологической мачты.
Опыт оказался успешным и с 1964 года был повторён на построенной Ленинградской телебашне.
В проект Останкинской телебашни уже были заложены установка метеорологических датчиков и выделение помещений для проведения метеорологических исследований.
Башня строилась к юбилейной дате (50-летие Октябрьской революции), но строительство не было полностью завершено.
Достройка башни продолжалась более года: в мае 1968 года строительство Останкинской телебашни было завершено и 26 декабря 1968 года был подписан акт приёмки передающей аппаратуры.
Параллельно с этим шла подготовка к использованию научного оборудования, установленного на башне.